# Herbert Thiele-Fredersdorf
Herbert Thiele-Fredersdorf (* 24. April 1909 in Eisenach; † nach 1978) war ein deutscher Jurist, u. a. Verteidiger während der Nürnberger Prozesse und Lektor des C. H. Beck Verlags.

## Leben
Herbert Thiele-Fredersdorf studierte an der Universität Heidelberg, München und Berlin. Er war kein Mitglied der NSDAP und war als Jurist im Reichsluftfahrtministerium eingesetzt.
Im Juristenprozess (Fall 3 der Nachfolgeprozesse; USA gegen Josef Altstötter et al.), einem Nachfolgeprozess der Nürnberger Prozesse, welcher von Anfang März 1945 bis Mitte Dezember 1947 dauerte, war er Assistent von Carl Haensel bei der Verteidigung des ehemaligen Ministerialrat im RMJ Günther Joël. Joël wurde in drei Anklagepunkten für schuldig befunden und zu 10 Jahren verurteilt.
Im Prozess Rasse- und Siedlungshauptamt der SS (Fall 8 der Nachfolgeprozesse; USA gegen Ulrich Greifelt et al.), welcher von Ende Oktober 1947 bis Mitte März 1948 dauerte, war er Verteidiger von Gregor Ebner. Ebner wurde in einem von drei Anklagepunkten für schuldig befunden und zu 2 Jahren und 8 Monaten verurteilt. Mit der Urteilsverkündigung galt die Haftstrafe als verbüßt.
Ab 1948 war er neben Carl Hoeller im juristischen Lektorat des C. H. Beck Verlags tätig. Eigentlich für das Steuerrecht zuständig, war er eher auf dem Gebiet des Straf-, Arbeits- und Wiedergutmachungsrecht aktiv. In dieser Position war er auch als Übersetzer tätig und zu der Zeit eine wichtige Größe beim Verlag.

## Übersetzungen (Auswahl)
- Benjamin Cardozo: Lebendiges Recht. C.H. Beck, München, 1949.
- William Seagle: Weltgeschichte des Rechts. Eine Einführung in die Probleme und Erscheinungsformen des Rechts. C.H. Beck, München, 1951 und anschließend in mehreren Auflagen.
- Herbert Morrison: Regierung und Parlament in England. C.H. Beck, München, 1956 und anschließend in mehreren Auflagen.
- Harold Nicolson: Georg V. C.H. Beck, München, 1954.
- Harold Nicolson: Vom Mandarin zum Gentleman. Formen der Lebensart in drei Jahrtausenden. C.H. Beck, München, 1958.
- Arthur Nussbaum: Geschichte des Völkerrechts in gedrängter Darstellung. C.H. Beck, München, 1960.
- Geoffrey Barraclough: Tendenzen der Geschichte im 20. Jahrhundert. C.H. Beck, München, 1967.